# 9: The Last Resort
9: The Last Resort est un jeu d'aventure édité en 1996, développé par Tribeca Interactive, publié par GT Interactive, et produit par Robert De Niro et Jane Rosenthal.
Plusieurs vedettes ont participé aux doublages de la version originale anglaise (Cher, James Belushi, Christopher Reeve, Steven Tyler et Joe Perry du groupe Aerosmith). Mark Ryden a supervisé la mise en scène pour aboutir à une ambiance à la fois fantastique et malsaine. Le titre officiel du jeu est 9.

## Synopsis
Le joueur incarne l'héritier d'un dénommé Thurston Last, qui lui lègue son hôtel censé héberger les 9 Muses favorisant la création artistique de ceux qui y séjournent. Mais le lieu est désormais possédé par deux petits démons, les Toxic Twins ; le joueur doit bannir ces deux intrus et ressusciter l'esprit créateur du lieu en réparant la Muse Machine. Pour y parvenir, le joueur doit résoudre un ensemble d'énigmes, notamment musicales, parfois très difficiles.